# Allan Rodrigues de Souza
Allan Rodrigues de Souza, noto semplicemente come Allan (Porto Alegre, 3 marzo 1997), è un calciatore brasiliano, centrocampista del Flamengo.

## Carriera

### Club
Prodotto delle giovanili dell'Internacional, nell'estate del 2015 viene acquistato dal Liverpool per 500.000 sterline dopo essersi messo in mostra alla Frenz International Cup.
All'inizio della stagione 2016-17 fa il suo ritorno al Liverpool, in attesa di poter beneficiare di un permesso di lavoro nel Regno Unito. Tuttavia non ottiene in tempo il suo permesso ed il club inglese decide di cederlo in prestito per un altro anno. Il 5 agosto 2016 viene così ufficializzato il suo trasferimento, in prestito, al club tedesco dell'Hertha Berlino. Il brasiliano era stato consigliato all'allenatore Pál Dárdai da Jürgen Klopp. Dopo anni di prestiti dal Liverpool trova stabilità nel massimo campionato brasiliano all'Atlético Mineiro, squadra con la quale colleziona 170 presenze. Dopo 4 stagioni, il 3 luglio 2023, viene ufficializzato il suo passaggio al Flamengo firmando un contratto quadriennale valido fino al 31 dicembre 2027.

## Statistiche

### Presenze e reti nei club
Statistiche aggiornate al 28 maggio 2025.
| Stagione                | Squadra                 | Campionato              | Campionato | Campionato | Coppe nazionali | Coppe nazionali | Coppe nazionali | Coppe continentali | Coppe continentali | Coppe continentali | Altre coppe | Altre coppe | Altre coppe | Totale | Totale | Totale |
| Stagione                | Squadra                 | Comp                    | Pres       | Reti       | Comp            | Pres            | Reti            | Comp               | Pres               | Reti               | Comp        | Pres        | Reti        | Pres   | Reti   |        |
| ----------------------- | ----------------------- | ----------------------- | ---------- | ---------- | --------------- | --------------- | --------------- | ------------------ | ------------------ | ------------------ | ----------- | ----------- | ----------- | ------ | ------ | ------ |
| 2015                    | SJK                     | VL                      | 8          | 1          | -               | -               | -               | -                  | -                  | -                  | -           | -           | -           | 8      | 1      |        |
| gen.-giu. 2016          | Sint-Truiden            | D1                      | 6+3        | 0          | CB              | -               | -               | -                  | -                  | -                  | -           | -           | -           | 9      | 0      |        |
| 2016-2017               | Hertha Berlino          | BL                      | 15         | 0          | CG              | 1               | 0               | -                  | -                  | -                  | -           | -           | -           | 16     | 0      |        |
| 2017-2018               | Apollōn Limassol        | A                       | 15+1       | 0          | CC              | 0               | 0               | UEL                | 4                  | 0                  | -           | -           | -           | 20     | 0      |        |
| 2018-gen. 2019          | Eintracht Francoforte   | BL                      | 4          | 0          | CG              | 0               | 0               | UEL                | -                  | -                  | SG          | -           | -           | 4      | 0      |        |
| 2019                    | Fluminense              | A/RJ+A                  | 7+28       | 0          | CB              | 6               | 0               | CS                 | 6                  | 0                  | -           | -           | -           | 47     | 0      |        |
| 2020                    | Atlético Mineiro        | M1/MG+A                 | 14+31      | 0          | CB              | 2               | 0               | CS                 | 1                  | 0                  | -           | -           | -           | 48     | 0      |        |
| 2021                    | Atlético Mineiro        | M1/MG+A                 | 9+32       | 0          | CB              | 9               | 0               | CL                 | 11                 | 0                  | -           | -           | -           | 61     | 0      |        |
| 2022                    | Atlético Mineiro        | M1/MG+A                 | 8+33       | 0          | CB              | 3               | 0               | CL                 | 8                  | 0                  | SB          | 1           | 0           | 53     | 0      |        |
| 2023                    | Atlético Mineiro        | M1/MG+A                 | 4+0        | 0          | CB              | 0               | 0               | CL                 | 4                  | 0                  | -           | -           | -           | 8      | 0      |        |
| Totale Atlético Mineiro | Totale Atlético Mineiro | Totale Atlético Mineiro | 35+96      | 0          |                 | 14              | 0               |                    | 24                 | 0                  |             | 1           | 0           | 170    | 0      |        |
| 2023                    | Flamengo                | A/RJ+A                  | 0+9        | 0          | CB              | 3               | 0               | CL                 | 2                  | 0                  | -           | -           | -           | 14     | 0      |        |
| 2024                    | Flamengo                | A/RJ+A                  | 6+24       | 0          | CB              | 5               | 0               | CL                 | 5                  | 0                  | -           | -           | -           | 40     | 0      |        |
| 2025                    | Flamengo                | A/RJ+A                  | 10+5       | 0          | CB              | 1               | 0               | CL                 | 3                  | 0                  | SB+Cmc      | 0           | 0           | 19     | 0      |        |
| Totale Flamengo         | Totale Flamengo         | Totale Flamengo         | 16+38      | 0          |                 | 9               | 0               |                    | 10                 | 0                  |             | 0           | 0           | 73     | 0      |        |
| Totale carriera         | Totale carriera         | Totale carriera         | 272        | 1          |                 | 30              | 0               |                    | 44                 | 0                  |             | 1           | 0           | 347    | 1      |        |

## Palmarès

### Club

#### Competizioni statali
- Campionato Mineiro: 3

Atlético Mineiro: 2020, 2021, 2022
- Campionato carioca: 2

Flamengo: 2024, 2025
- Taça Guanabara: 2

Flamengo: 2024, 2025

#### Competizioni nazionali
- Supercoppa di Cipro: 1

Apollon Limassol: 2017
- Campionato brasiliano: 1

Atletico Mineiro: 2021
- Coppa del Brasile: 2

Atlético Mineiro: 2021
Flamengo: 2024
- Supercoppa del Brasile: 1

Flamengo: 2025